# Regina Maya
Maya (Devdaha, ... – Kapilavastu, 566 a.C.) è stata una regina del Regno Shakya (nel nord dell'India e in Nepal) e la madre di Gautama Buddha.
Secondo la tradizione buddista, Maya o Regina Maya è la madre naturale di Siddhārtha Gautama, in seguito chiamato il Buddha, e moglie del re Suddhodana del regno di Kapilavastu.

## Famiglia
Maya era figlia di Anjana, re di Devadaha, e di Yasodhara; aveva un fratello (Dandapani) e una sorella (Prajapati). Anjana era zio di Suddhodana, futuro marito di Maya. Nella letteratura buddista, come il Lalitavistara Sutra, Maya è descritta come una donna molto bella.

## Concepimento e nascita del Buddha
Secondo la tradizione, Maya e Suddhodana si erano sposati giovani, ma non avevano avuto figli. Maya aveva fra i 40 e i 50 anni quando la notte di una festa (Uttarasalhanakkhatta) ricevette in sogno un elefante bianco munito di sei zanne, che la trafisse al fianco. A partire da quel giorno, quattro guardiani divini vegliarono costantemente su di lei. Durante tutta la gravidanza osservò un periodo di castità. Dopo dieci mesi lunari decise di andare a casa dei genitori per essere assistita dalla madre nella parte finale della gravidanza, ma durante la strada, mentre si trovava a Lumbini, partorì il figlio Siddharta, in piedi e aggrappata ai rami di un fico, dallo stesso fianco che era stato trafitto.

## Morte
Sette giorni dopo la nascita Maya morì, lasciando il futuro Buddha alle cure della sorella Prajapati.

## Analogie e differenze con la nascita di Gesù
Alcuni autori hanno effettuato un confronto tra le storie sulla nascita di Buddha e quelle sulla nascita di Gesù. Tra le analogie, vi sono interventi divini in occasione del concepimento, eventi straordinari e nascita del bambino durante un viaggio. Vi sono però alcune differenze importanti. Il Vangelo secondo Matteo e il Vangelo secondo Luca riportano che al momento del concepimento i genitori di Gesù erano fidanzati, non vivevano ancora insieme e Maria era ancora vergine, mentre il Canone pāli riporta che al momento del concepimento i genitori di Buddha erano sposati da molti anni e non dice che Maya fosse vergine. Inoltre, Maya è morta dopo la nascita del figlio, Maria no. Gli autori si sono chiesti se le 
storie buddiste, essendo anteriori, possono avere influenzato quelle cristiane. Zacharias Thundy ritiene che non ci sono evidenze storiche che comprovino tale influenza, tuttavia a suo parere non si può escludere che la tradizione buddista potrebbe essere stata una delle fonti delle storie cristiane. Paula Fredriksen è di parere contrario ed afferma che nessuno studioso serio inquadra Gesù al di fuori del contesto del giudaismo palestinese del I secolo d.C.. Anche Paul Eddy e Gregory Boyd ritengono poco plausibile che i giudei monoteisti del I secolo d.C. possano essere stati aperti all'influsso di storie pagane. In più come non dimenticare che il profeta Isaia scrive nella sua profezia del Messia nato dalla Vergine ben 700 anni prima gli eventi accaduti. Quindi tale scrittura è addirittura antecedente gli eventi di Buddha e la tesi di Thundy non sussiste.